# Dysosma majorensis
Dysosma majorensis là một loài thực vật có hoa trong họ Hoàng mộc. Loài này được (Gagnep.) T.S. Ying mô tả khoa học đầu tiên năm 1979.